# 間性醫療干預

法律禁止未经同意的性別指定手術
行政監管並暂停未经同意的性別指定手術
間性人的身体完整性和身体自主权尚未立法

間性人醫療干預（英語：Intersex medical interventions）是指針對非典型或模糊的生殖器及其他性別特徵進行的手術、激素治療和其他醫療干預，主要目的是使一個人的外觀更接近典型性別特徵，並減少未來可能出現的問題。間性手術的歷史因手術可能損害性功能和性感覺，並導致終生健康問題的報導而備受爭議。此類醫療干預的原因多種多樣，因為性別發育多樣性（DSD）的情況十分多樣化。其中一些障礙（例如腎性耗鹽症候群）如果不進行治療，可能會危及生命。
針對間性人嬰兒和兒童的干預措施越來越被視為人权問題。間性人组织和人权机构越來越多地質疑這類干預的依據和必要性。2011年，克里斯蒂安娜·福林在針對非自願手術干預提起的案件中，成為首位勝訴者。2015年，歐洲理事會首次承認間性人有權不接受性別指定治療，而馬耳他則成為第一個禁止非自願或被迫改變性別特徵的國家。

## 干預目的
性別指定手術的目标因間性人状况的类型而异，但通常包括以下一項或多項目的：
身體健康的理由：
- 改善生育能力的潛力
- 提供月经的排出口
- 預防或減少泌尿道感染或梗阻性尿路症
- 降低生殖腺中的高风险癌症风险
- 閉合開放的傷口或暴露的內部器官
- 改善尿失禁或大便失禁

心理社會的理由：
- 緩解父母對非典型生殖器外觀的壓力
- 使外觀更符合被撫養的性別
- 減少非典型生殖器對心理性發展與性别认同的影響
- 提高成人建立性關係的潛力

這兩組理由均可能引發爭論，特別是因為手術的後果是終生且不可逆的。有关身体健康的理由包括准确评估风险水平、必要性和时机。心理或社会理由則特別容易被質疑其必要性，因为它们反映了父母、社会和文化方面的顾虑。目前在手術的時機、必要性、手術類型、需進行干預的差異程度及評估方法方面，仍缺乏臨床共識或明確的證據。此類手術引發了顯著的爭議，包括社群活動的抗議，以及國際人權機構、卫生机构和国家伦理机构也发表了多份报告。

## 醫療措施
醫療干預包括以下幾種：
- 手術治療
- 荷爾蒙治療
- 基因調查與終止妊娠
- 性別不安治療
- 心理社會支持

手術干預大致可分為兩類：
1. 男性化手術：旨在使生殖器更接近典型XY男性的外觀。
2. 女性化手術：旨在使生殖器更接近典型XX女性的外觀。

針對每類手術有多種技術或方法。某些技術是針對身體差異的不同程度而設計的。過去60年間，手術技術和方法不斷演變，有些新技術是為了減少與早期技術相關的併發症。然而，對於這類手術仍缺乏共識，一些臨床醫師仍視其為實驗性手術。

## 人權問題
歐洲委員會强调了与性別指定手術和其他医疗处理方面提出了多项关注点：
- 没必要对間性人进行「正常化」治疗，以及对性別特征变異进行不必要的病理化處理。
- 对不必要医疗处理進行司法救济与獲取赔偿，以及納入平等对待和仇恨犯罪法律中。
- 获取信息、医疗记录、夥伴支持及其他心理諮詢的权利。
- 通過迅速獲得官方文件的認可，尊重性別認同的自決。[5][6][8]

欧洲委员会指出，隐瞒和羞耻延续了对間性人的人权侵犯，以及社会对間性人现实缺乏理解的问题。委员会呼吁尊重間性人不接受性别指定治疗的权利。
2017年6月，美國三位前公共衛生局局長喬伊絲琳·埃爾德斯（Joycelyn Elders）、大衛·薩切爾（David Satcher）和理查德·卡莫納（Richard Carmona）在棕櫚中心（Palm Center）發表了一篇文章，呼籲重新審視對具有間性特徵的兒童進行早期生殖器手術的做法。該聲明反思了這類干預措施的歷史、其背後的理由以及結果，指出：
当一个人出生时具有非典型性生殖器且不构成身体风险时，治疗应侧重于为家庭和孩子提供心理社会和教育支持，而非进行手术干预。美容性生殖器官成形术应推迟到孩子足够成熟，可以对是否接受手术表达自己意见的时候再进行。那些信守“勿伤害”誓言或良知的人应当注意一个简单事实：截至目前，研究并不支持对婴儿进行美容性生殖器成形术的做法。